# Franciszek Sokołowski
Franciszek Sokołowski (ur. 3 grudnia 1834 w Czyżewie, zm. w marcu 1866 w Cytadeli Warszawskiej) – ziemianin, porucznik litewskiego pułku gwardii, szef sztabu oddziału Antoniego Jeziorańskiego.

## Życiorys
Syn Andrzeja Sokołowskiego h. Gozdawa (zm. 1861) i Fryderyki Sukiert (zm. 1875). Absolwent Pawłowskiego Korpusu Kadetów, uczestnik wojny krymskiej. W styczniu 1863 r. wziął urlop i wyjechał do Warszawy, gdzie był organizatorem i dowódcą kawalerii. 4 lutego w lasach w okolicach Jeruzala, przyprowadził swój oddział do zgrupowania Antoniego Jeziorańskiego naczelnika wojennego województwa rawskiego w powstaniu styczniowym. 4 lutego 1863 r. wykonał udane uderzenie na Rawę Mazowiecką, zdobywając rosyjskie koszary, pozyskując broń i biorąc jeńców. Brał udział 4 marca 1863 r. w bitwie pod Pieskową Skałą i 5 marca 1863 r. bitwie pod Skałą. W końcu marca 1863 r. został pochwycony i wzięty do rosyjskiej niewoli. Więziony w X Pawilonie warszawskiej Cytadeli. Skazany na 20 lat ciężkich robót na Syberii. Popełnił samobójstwo.